# Route européenne 843
Pour les articles homonymes, voir Route 843.
La route européenne 843 est une route reliant Bari à Tarente, dans la région des Pouilles, dans le sud de l'Italie.